# Ilex belizensis
Ilex belizensis là một loài thực vật có hoa trong họ Aquifoliaceae. Loài này được Lundell mô tả khoa học đầu tiên năm 1937.